# Lacinipolia sareta
Lacinipolia sareta är en fjärilsart som beskrevs av Smith 1906. Lacinipolia sareta ingår i släktet Lacinipolia och familjen nattflyn. Inga underarter finns listade i Catalogue of Life.